# Primas Germaniae

Schéma znaku salcburského arcibiskupa

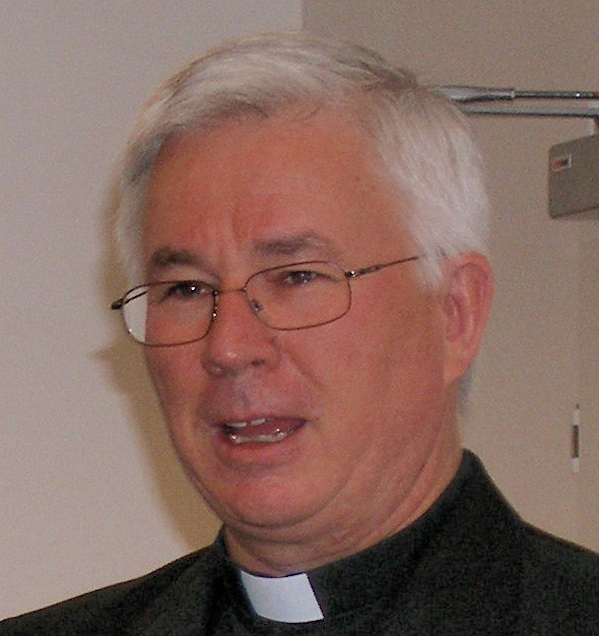
Současný primas Franz Lackner

Primas Germaniae (neboli Primas německých zemí) je čestný titul, náležející salcburskému arcibiskupovi. Z tohoto titulu nevyplývá žádná jurisdikce, jedná se pouze o přednostní a čestné postavení mezi německými a rakouskými biskupy.
Současným úřadujícím primasem je Franz Lackner.

## Primas Germaniae

### Privilegia
Na základě titulu Legatus natus, mají salcburští arcibiskupové právo od roku 1179 oblékat červenou kleriku a solideo, jako kardinálové (místo standardní biskupské fialové).

### Právní vymezení
Náleží mu titul metropolity církevní provincie, z čehož mu plynu nárok na užívání pallia, podle CIC kán. 435–438, titul primase pak upravuje kán. 439.

### Heraldika
Jejich biskupský znak je také doplněn střapci červené barvy (jako v případě kardinálů, ale o jednu řadu střapců méně), místo zelených, jak je tomu v případě (arci)biskupů.

### Liturgie
Jako metropolitní arcibiskupové a primasové mají právo být v liturgii postaveni naroveň patriarchům.